# جوزفین لانگفورد
جوزفین لانگفورد (به انگلیسی: Josephine Langford)، هنرپیشه استرالیایی است. لانگفورد از سال ۲۰۱۶ فعالیت حرفه‌ای خود را آغاز کرد. از آثاری که وی تاکنون در آن‌ها ایفای نقش کرده می‌توان به بعد از آن، برفراز آرزو و سریال برکه گرگ اشاره کرد.
جوزفین، خواهر کوچک کاترین لانگفورد است.